# Asclepias lanceolata
Asclepias lanceolata är en oleanderväxtart som beskrevs av Thomas Walter. Asclepias lanceolata ingår i släktet sidenörter, och familjen oleanderväxter. Inga underarter finns listade i Catalogue of Life.